# 로사 로슬라이나
로사 로슬라이나(Rossa Roslaina, 1978년 10월 9일 ~ )는 인도네시아의 가수이다. 로사(Rossa)라는 예명으로 활동한다. 로사는 Nada-Nada Cinta, Tagar, Hati Yang Terpilih, Kini, Ayat-Ayat Cinta, Hey Ladies 등과 같은 멜로디 노래를 통해 급증한 모든 시간의 베스트셀러 인도네시아 디바이다. 인기가 많은 로사의 노래에도 불구하고 그는 "Sakura"라는 제목의 노래 중 하나를 부르는 데 1 억 5 천만, "Ayat-Ayat Cinta"라는 제목의 노래 중 하나를 부르는 데 2 억 1 천만 달러를 받았다.

## 앨범

### 정규 앨범
- Gadis Ingusan (1988)
- Untuk Sahabatku (1990)
- Nada Nada Cinta (1996)
- Tegar (1999)
- Kini (2002)
- Kembali (2004)
- Rossa (2009)
- Love, Life & Music (2014)
- A New Chapter (2017)

### 컴필레이션 앨범
- Yang Terpilih (2006)
- The Best of Rossa (2011)
- Platinum Collection (2013)

### 사운드트랙 앨범
- OST Ayat Ayat Cinta (2008)
- OST Cinta Fitri (2010)
- OST Sang Pencerah (2010)
- OST Soekarno (2013)
- OST Hijrah Cinta (2014)
- OST ILY From 38.000 FT (2016)
- OST Ayat Ayat Cinta 2 (2017)